# Vô
Không có, hư vô, hay vô (chữ Hán: 無, tiếng Anh: Nothing), là sự thiếu vắng của một sự vật gì đó hoặc của một sự vật cá biệt mà người ta có thể mong đợi hoặc kỳ vọng sự hiện diện của nó, hoặc sự thiếu hoạt động của sự vật mà thông thường lại hoạt động. Về khía cạnh tính chất, "vô" chỉ sự thiếu vắng của ý nghĩa, giá trị, đáng giá, xác đáng, địa vị, hoặc tính trọng yếu. "Hư vô" là một thuật ngữ triết học cho trạng thái không tồn tại nói chung, đôi khi được cụ thể hóa làm một miền cõi hoặc thứ nguyên mà sự vật khi ngừng tồn tại hoặc ra khỏi cái chỗ mà chúng có thể trở nên tồn tại thì chúng đi sang miền cõi đấy, ví dụ, nhiều người ta coi rằng Thiên Chúa đã sáng tạo ra vũ trụ "từ hư vô" (ex nihilo).

## Triết học

### Phương tây
Một số người sẽ coi việc nghiên cứu về "cái hư vô" là chuyện ngu ngốc. Một câu trả lời điển hình loại vầy được Giacomo Casanova (1725–1798) bày tỏ trong cuộc trò chuyện với địa chủ của mình, một Tiến sĩ Gozzi nào đó, cũng tình cờ là một linh mục: 
| “ | Do mọi thứ, đối với y, đều là một tín điều, còn cái không có, với tâm trí y, thì khó hiểu: trận Đại Hồng Thủy đã bao trùm toàn bộ thế gian; trước đây, con người gặp bất hạnh khi sống qua một nghìn năm; Thiên Chúa đã trò chuyện với họ; Noah đã dành một trăm năm để xây con tàu đấy; trong khi quả đất, lơ lửng giữa không trung, đã đứng vững tại trung tâm của cái vũ trụ mà Thiên Chúa đã sáng tạo ra từ hư vô. Lúc tôi kể cho y, và chứng minh cho y, rằng sự tồn tại của hư vô là hoang đường, thì y liền ngắt lời tôi, rồi bảo tôi là xuẩn ngốc. | ” |

 Tuy nhiên, "hư vô" đã được coi là một chủ đề nghiêm túc trong một khoảng thời gian rất dài.

#### Parmenides
Một trong những nhà triết học phương Tây sớm nhất mà có coi "cái vô" như một khái niệm thì là Parmenides (thế kỷ thứ 5 trước Công nguyên), là một triết gia Hy Lạp của học phái nhất nguyên. Ông đã lập luận rằng "cái không có" không thể tồn tại bởi dòng lý luận sau: Để nói về một sự vật, người ta phải nói về một thứ có tồn tại. Vì chúng ta có thể nói về một sự vật trong quá khứ, nên sự vật đấy bây giờ phải vẫn tồn tại (theo một nghĩa nào đó), và từ đây ông kết luận rằng không hề có thứ gì là sự thay đổi cả. Như một hệ luận, không thể có những thứ như trở vào tồn hữu, qua khỏi tồn hữu, hay phi tồn hữu.
Nhiều nhà triết học khác đã nghiêm túc ghi nhận Parmenides, và chịu ảnh hưởng từ ông, thí dụ là Socrates và Plato. Aristotle dành cho Parmenides sự coi xét nghiêm túc mà kết luận: "Mặc dù những ý kiến này dường như sinh ra một cách có logic trong một cuộc thảo luận biện chứng, thế nhưng khi xem xét thực tế, dường như có gần điên rồ lắm thì mới tin vào chúng." Trong thời hiện đại, khái niệm không-thời gian của Albert Einstein đã khiến nhiều nhà khoa học, bao gồm cả chính Einstein, thu nhận một lập trường khá là giống với Parmenides. Về cái chết của người bạn Michele Besso của mình, Einstein đã an ủi người góa phụ của ông ấy bằng những ngôn từ: "Bây giờ cậu ấy đã khởi hành khỏi thế giới kỳ lạ này trước tôi một chút rồi. Điều đó chẳng khác biệt gì đâu. Đối với những người tin vào vật lý như chúng tôi, sự khu biệt giữa quá khứ, hiện tại và tương lai chỉ là một ảo ảnh bướng bỉnh mà dai dẳng."

#### Leucippus
Leucippus (đầu thế kỷ thứ 5 trước Công nguyên), một trong những người theo phái nguyên tử, cùng với các nhà triết học khác trong thời đại của ông, đã thử tìm cách hòa giải sự nhất nguyên này với sự quan sát hàng ngày về chuyển động và thay đổi. Ông chấp nhận lập trường nhất nguyên rằng không thể có chuyển động nếu không có khoảng trống. Khoảng trống đối lập với tồn hữu. Nó là thứ phi tồn hữu. Mặt khác, có tồn tại cái gì đó được gọi là một 'khoảng đầy' tuyệt đối, một không gian chứa đầy vật chất và không thể có bất kỳ chuyển động nào trong một 'khoảng đầy' vì nó hoàn toàn đầy. Nhưng, không chỉ có một 'khoảng đầy' nguyên khối, vì sự tồn tại gồm có nhiều 'khoảng đầy'. Đây là những "nguyên tử" nhỏ đến mức vô hình của lý thuyết nguyên tử Hy Lạp, sau này được Democritus (khoảng 460 TCN – 370 TCN) mở rộng, cho phép khoảng trống "tồn tại" giữa chúng. Trong tình huống này, các vật thể vĩ mô có thể trở vào tồn hữu, di chuyển qua khoảng không, và đi sang phi tồn hữu bằng cách thức là 'các nguyên tử lập thành của chúng' đến với nhau và di chuyển tách rời nhau ra. Khoảng trống phải tồn tại để cho phép điều này xảy ra, nếu không thì "thế giới băng giá" của Parmenides phải được chấp nhận.
Bertrand Russell chỉ ra rằng điều này không hẳn là đánh bại lập luận của Parmenides, mà đúng hơn là, lờ nó đi bằng cách sử dụng lập trường khoa học hơi hướng hiện đại của việc bắt đầu với dữ liệu từ quan sát (chuyển động, v.v.) và việc xây dựng một lý thuyết dựa trên dữ liệu, trái ngược với chuyện Parmenides thử tìm cách tiến hành từ logic thuần túy. Russell cũng quan sát rằng cả hai bên đã nhầm lẫn khi tin rằng không thể có chuyển động trong một khoảng đầy, nhưng người ta có thể cãi rằng chuyển động không thể bắt đầu trong một khoảng đầy. Cyril Bailey lưu ý rằng Leucippus là người đầu tiên nói rằng một "sự vật" (khoảng trống) có thể có thật mà không hề có một hình thể và chỉ ra điều trớ trêu rằng điều này lại đến từ một nhà nguyên tử duy vật. Do đó Leucippus là người đầu tiên nói rằng "cái vô" lại có một thực tại gắn liền với nó.

#### Aristotle, Newton, Descartes
Aristotle (384–322 TCN) đã cung cấp lối thoát cổ điển khỏi vấn đề logic do Parmenides đề ra bằng cách khu biệt những thứ là vật chất và những thứ là khoảng không. Trong tình huống này, 'khoảng không' không phải là "cái vô", mà đúng hơn là một vật đựng mà vật thể của vật chất có thể được đặt vào trong đó. Khoảng trống chân chính (như cái "vô") mang tính khác biệt với "khoảng không" và khỏi cần phải xem xét. Sự đặc trưng hóa này của không gian đã vươn đến đỉnh cao với Isaac Newton, người đã quả quyết sự tồn tại của không gian tuyệt đối. René Descartes, mặt khác, đã trở lại với một lập luận kiểu như Parmenides về việc chối bỏi sự tồn tại của 'khoảng không'. Đối với Descartes, đã có vật chất, và đã có sự nối dài của vật chất, nên không còn chỗ cho sự tồn tại của "cái vô".
Ý niệm rằng 'khoảng không' thực sự có thể là trống rỗng thì nói chung vẫn không được chấp nhận bởi những nhà triết học mà có viện dẫn những lập luận tương tự như 'lý luận khoảng đầy'. Mặc dù quan điểm của Descartes về điều này đã bị Blaise Pascal thách thức, Pascal đã lại từ chối lật ngược cái niềm tin truyền thống là horror vacui – "thiên nhiên ghê sợ chân không". Điều này vẫn đã giữ nguyên cho đến khi Evangelista Torricelli phát minh ra áp kế vào năm 1643 và đã cho thấy nếu ống thủy ngân bị quay ngược xuống thì một khoảng rỗng xuất hiện. Hiện tượng này được gọi là 'chân không Torricelli' và đơn vị áp suất chân không, torr, được đặt theo tên ông đến nay. Ngay cả giáo viên của Torricelli, Galileo Galilei nổi tiếng, trước đây còn không thể giải thích thỏa đáng hành động hút của máy bơm.

#### John the Scot
John the Scot, hay Johannes Scotus Eriugena (kh. 815–877) đã giữ nhiều niềm tin dị giáo một cách đáng ngạc nhiên vào thời đại mà ông ấy sống mà chẳng có hành động nào tỏ ra được thực hiện để chống lại ông bao giờ. Ý tưởng của ông chủ yếu xuất phát từ, hoặc dựa trên, công trình 'phiên dịch các tác phẩm Giả hiệu Dionysius' của ông. Niềm tin của ông ấy về bản chất là mang tính phiếm thần và ông ấy phân loại cái ác, trong số nhiều thứ khác, vào loại phi tồn hữu. Điều này được thực hiện trên nền tảng rằng cái ác là đối nghịch với cái thiện – một phẩm chất của Thiên Chúa – nhưng Thiên Chúa không thể có điều ngược lại, vì Thiên Chúa là tất cả trong quan điểm phiếm thần về thế giới. Tương tự như vậy, ý tưởng rằng Thiên Chúa tạo ra thế giới từ "hư vô" thì được diễn giải thành ý nghĩa rằng "hư vô" ở đây đồng nghĩa với Thiên Chúa.

#### G. W. F. Hegel
Georg Wilhelm Friedrich Hegel (1770–1831) là nhà triết học đã đưa phép biện chứng lên một đỉnh cao mới của sự phát triển. Theo Hegel trong Khoa học của Logic, phép biện chứng gồm có ba bước. Đầu tiên, một chính đề được đưa ra, có thể là bất kỳ mệnh đề nào trong logic. Thứ hai, phản đề của chính đề được hình thành, và cuối cùng, một hợp đề sáp nhập cả chính đề và phản đề. Hegel tin rằng không có mệnh đề nào đi một mình nó có thể hoàn toàn đúng cả. Chỉ có tổng thể mới có thể đúng, và hợp đề biện chứng là phương tiện mà bằng nó, tổng thể có thể được thẩm tra trong mối tương quan đến một mệnh đề đặc thù. Chân lý cốt ở toàn bộ quá trình. Việc chia tách chính đề, phản đề hoặc hợp đề ra thành mỗi phát biểu đơn độc thì sẽ đưa đến một cái gì đó – theo cách này cách khác – mang tính không đúng. Khái niệm "cái vô" nảy sinh ở Hegel ngay tại phần bắt đầu của cuốn Logic của ông. Tổng thể được Hegel gọi là "Cái Tuyệt đối" và được xem như một thứ gì đó mang tính tinh thần. Rồi Hegel có:
- Chính đề [en]: Cái Tuyệt đối là Thứ tồn hữu [en] Thuần túy
- Phản đề [en]: Cái Tuyệt đối là Thứ Hư vô
- Hợp đề [en]: Cái Tuyệt đối là Thứ Biến hóa

#### Những người hiện sinh chủ nghĩa
Danh sĩ nổi bật nhất trong số những người hiện sinh chủ nghĩa là Jean-Paul Sartre – người có ý tưởng trong cuốn sách Tồn tại và hư vô bị ảnh hưởng mạnh bởi Tồn tại và thời gian của Martin Heidegger, mặc dù sau đó Heidegger đã tuyên bố rằng ông đã bị Sartre hiểu lầm. Sartre định nghĩa hai loại "hiện hữu" (être). Một loại là être-en-soi (hiện hữu ở mình) – sự tồn tại vô tri của những sự vật như cây. Một loại khác là être-pour-soi (hiện hữu cho mình) – ý thức. Sartre tuyên bố rằng loại hiện hữu thứ hai này là "hư vô" vì ý thức không thể là vật thể của ý thức và không thể sở hữu bản chất. Sartre, và thậm chí còn hơn thế, Jaques Lacan, sử dụng 'quan niệm về hư vô' này làm nền móng cho triết lý vô thần của họ. 'Đánh đồng sự hư vô với hiện hữu' thì dẫn đến 'sự sáng tạo từ hư vô', và do đó Thiên Chúa không còn cần thiết để có sự tồn tại nữa.

### Phương đông
Sự hiểu biết về "cái vô" rất bất đồng giữa các nền văn hóa, đặc biệt nhất là giữa văn hóa phương Tây và phương Đông và các truyền thống triết học. Chẳng hạn, Tính không, không giống như "hư vô", được coi là một trạng thái của tinh thần trong một số hình thức của Phật giáo (xem Niết-bàn, Vô (phủ định) và Giác ngộ). Việc đạt được "cái vô" như một trạng thái của tinh thần trong truyền thống này cho phép một người hoàn toàn được tập trung vào một ý nghĩ hoặc hoạt động ở mức độ mãnh liệt mà họ sẽ không thể đạt được nếu họ có suy nghĩ một cách có ý thức. Một ví dụ cổ điển về điều này là một cung thủ cố gắng xóa bỏ tâm trí và xua tan suy tư để tập trung tốt hơn vào cú bắn. Một số tác giả đã chỉ ra những điểm tương đồng giữa quan niệm Phật giáo về hư vô và ý niệm của Martin Heidegger và những người hiện sinh chủ nghĩa như Sartre, mặc dù mối liên hệ này không được bản thân các nhà triết học đưa ra rõ ràng.
Trong một số triết lý phương Đông, khái niệm "hư vô" được đặc trưng hóa bởi trạng thái thiếu cái tôi của con người trong đó người ta hoàn toàn nhận ra thân phận nhỏ bẻ của chính mình trong vũ trụ.
Học phái Kyoto cũng có bàn tới khái niệm về hư vô.

## Điện toán
Trong điện toán, "nothing" có thể là một từ khóa (trong VB.NET) được sử dụng thế chỗ một cái gì đó chưa được gán, nó là một sự trừu tượng dữ liệu. Mặc dù phần cứng lưu trữ của máy tính luôn chứa các "số", "nothing" lại tượng trưng cho một số bị hệ thống bỏ qua khi lập trình viên mong muốn. Nhiều hệ thống có khả năng tương tự nhưng có từ khóa khác, chẳng hạn như "null" (ví dụ: SQL), "NUL", "nil" và "None" (Python).
Để chỉ thị một bộ xử lý máy tính rằng đừng làm gì cả, thì có thể sẵn có một từ khóa như "NOP". Đây là một sự trừu tượng điều khiển; một bộ xử lý mà thực thi chỉ thị NOP thì sẽ chạy giống hệt với bộ xử lý không có chỉ thị này.